# Regional Rugby Championship 2016-2017
La Regional Rugby Championship 2016-17 fu la 10ª edizione della Regional Rugby Championship, competizione per club di rugby a 15 internazionale.
Il torneo fu vinto dal Nada.

## Squadre partecipanti
Furono selezionate 5 squadre di 4 nazioni in base al loro ranking della stagione precedente.
| Squadra | Nazione              |
| ------- | -------------------- |
| Nada    | Croazia              |
| Čelik   | Bosnia ed Erzegovina |
| Lubiana | Slovenia             |
| Sinj    | Croazia              |
| Rad     | Croazia              |

## Classifica finale
| Pos. | Squadra | Città    | Nazione              |
| ---- | ------- | -------- | -------------------- |
| 1.   | Nada    | Spalato  | Croazia              |
| 2.   | Sinj    | Signo    | Croazia              |
| 3.   | Lubiana | Lubiana  | Slovenia             |
| 4.   | Čelik   | Zenica   | Bosnia ed Erzegovina |
| 5.   | Rad     | Belgrado | Serbia               |